# Droga do szczęścia (film 2008)
Droga do szczęścia (ang. Revolutionary Road, 2008) – amerykańsko-brytyjski melodramat w reżyserii Sama Mendesa. Scenariusz autorstwa Justina Haythe'a oparty został na książce Revolutionary Road autorstwa Richarda Yatesa z 1961 roku.

## Opis fabuły
Lata 50. XX wieku, przedmieścia Connecticut. April i Frank Wheeler, to z pozoru szczęśliwe małżeństwo, jednak oboje maskują dość skutecznie frustrację wynikającą z niespełnienia się zarówno w związku jak i w pracy. April, niespełniona aktorka nie może pogodzić się z rolą „kury domowej”. Frank natomiast stał się dobrze opłacanym pracownikiem biurowym, jednak praca ta wcale go nie satysfakcjonuje. Małżeństwo decyduje się na przeprowadzkę do Francji, gdzie oboje będą mogli rozpocząć nowy etap ich małżeństwa oraz rozwijać się artystycznie w wybranych przez siebie kierunkach, nie myśląc już o konsumpcyjnym stylu życia. Na planach się jednak kończy, ponieważ przyziemne codzienne sprawy zatrzymują ich w Connecticut. Następuje tragedia, ale nie z powodu rozbudzonych ambicji, tylko nieudanej aborcji.

## Obsada
- Leonardo DiCaprio jako Frank Wheeler
- Kate Winslet jako April Wheeler
- Kathy Bates jako Helen Givings
- Dylan Baker jako Jack Ordway
- Kathryn Hahn jako Milly Campbell
- David Harbour jako Shep Campbell
- Michael Shannon jako John Givings
- Richard Easton jako Howard Givings
- Zoe Kazan jako Maureen Grube
- Jay O. Sanders jako Bart Pollock

i inni

## Nagrody i nominacje
- Oscary 2008
  - nominacja: najlepsze kostiumy − Albert Wolsky
  - nominacja: najlepszy aktor drugoplanowy − Michael Shannon
  - nominacja: najlepsza scenografia − Debra Schutt i Kristi Zea
- Złote Globy 2008
  - najlepsza aktorka w filmie dramatycznym − Kate Winslet
  - nominacja: najlepszy film dramatyczny
  - nominacja: najlepszy reżyser − Sam Mendes
  - nominacja: najlepszy aktor w filmie dramatycznym − Leonardo DiCaprio
- Nagroda Satelita 2008
  - najlepszy aktor drugoplanowy − Michael Shannon
  - nominacja: najlepszy film dramatyczny
  - nominacja: najlepszy aktor w filmie dramatycznym − Leonardo DiCaprio
  - nominacja: najlepszy scenariusz adaptowany − Justin Haythe
  - nominacja: najlepsza scenografia − Debra Schutt i Kristi Zea
- Nagroda Gildii Aktorów Filmowych 2008
  - nominacja: najlepsza aktorka pierwszoplanowa − Kate Winslet
- Nagrody BAFTA 2008
  - nominacja: najlepsza aktorka pierwszoplanowa − Kate Winslet
  - nominacja: najlepsza scenografia − Debrah Schutt i Kristi Zea
  - nominacja: najlepszy scenariusz adaptowany − Justin Haythe